# Anopheles pseudomaculipes
Anopheles pseudomaculipes är en tvåvingeart som först beskrevs av Peryassu 1908.  Anopheles pseudomaculipes ingår i släktet Anopheles och familjen stickmyggor. Inga underarter finns listade i Catalogue of Life.